# Stiliger auarita
Stiliger auarita is een slakkensoort uit de familie van de Limapontiidae. De wetenschappelijke naam van de soort is voor het eerst geldig gepubliceerd in 2009 door Caballer, Ortea & Moro.